# Ariel Beit Halahmy
Ariel Avraham Beit-Halahmy (in ebraico אריאל בית הלחמי‎?; 14 febbraio 1966) è un allenatore di pallacanestro israeliano.